# Janus luteipes
Janus luteipes – gatunek błonkówki z rodziny ździeblarzowatych.
Błonkówka o ciele długości od 6 do 9 mm. Przedplecze ma czarne z białawym tylnym brzegiem. Tegule są brązowawe do czarnych. Odwłok samic jest całkiem czarny, zaś u samców ma rozjaśniony wierzchołek. Odnóża samców są w większej części rude, natomiast samic mają czarne uda oraz ciemne środkowe i tylne golenie.
Larwy żerują drążąc korytarze w pędach osik, wierzb i kalin. Zdarza się, że zasiedlają stare korytarze larw rzmielika osinowca.
Owad palearktyczny, znany prawie z całej Europy, na północ sięgający Finlandii i południowej Norwegii.